# Aphidius niger
Aphidius niger är en stekelart som beskrevs av Shi och Chen 2001. Aphidius niger ingår i släktet Aphidius och familjen bracksteklar. Inga underarter finns listade i Catalogue of Life.